# اللغة الآسامية
الأساميزية أو الأساميا هي لغة هندية آرية شرقية يتحدث بها أغلب سكان ولاية أسام في شمال شرق الهند. وهي اللغة الرسمية في أسام. ويتحدث بها بعض سكان مناطق من أروناتشال براديش (Arunachal Pradesh) وغيرها من الولايات الهندية الشمالية الشرقية. أما لغة ناجاميز (Nagamese)، فهي لغة كريول (Creole language) مشتقة من الأساميزية منتشرة انتشارًا واسعًا في إنجلترا وأجزاء من أسام. وتعيش أعداد ضئيلة من المتحدثين باللغة الأساميزية في بوتان (Bhutan، كما تعد إحدى اللغات الهندية الأوروبية في الشرق الأقصى، حيث يتحدث بها ما يربو على 13 مليون متحدث أصلي.
أخذت اللغة الأساميزية في التطور كغيرها من اللغات الهندية الآرية الشرقية منذ 1000 إلى 1200 بعد الميلاد تقريبًا من لغة مجادي براكريت (Magadhi Prakrit) التي تطورت هي الأخرى من لهجة أو مجموعة لهجات قريبة، مع وجود بعض الاختلافات، من اللغة السنسكريتية (Sanskrit) الفيدية والتقليدية. ومن بين شقيقاتها من اللغات اللغة البنغالية والشيتاغونغية (Chittagonian) والسيلهيتية (Sylheti) والأورية (Oriya) واللغات البيهارية (Bihari). وتخط حروفها بالكتابة الأساميزية. وتكتب اللغة الأساميزية من الشمال إلى اليمين ومن أعلى لأسفل، تمامًا مثل اللغة الإنجليزية. وبها كم هائل من الحروف المزدوجة حيث يمكن ضم أي حرف ساكن إلى آخر. أما السواكن فإما أن تكون قائمة بذاتها أو مع حرف آخر ساكن أو مع ساكنين مجتمعين.
وتنبني كلمة «أساميز» ("Assamese") الإنجليزية على نفس وزن كلمة ("Sinhalese") السنهالية و ("Japanese") اليابانية إلخ. وصيغت من كلمة «أسام» (Assam) وهي المنطقة الواقعة بالقرب من وادي براهمابوترا.

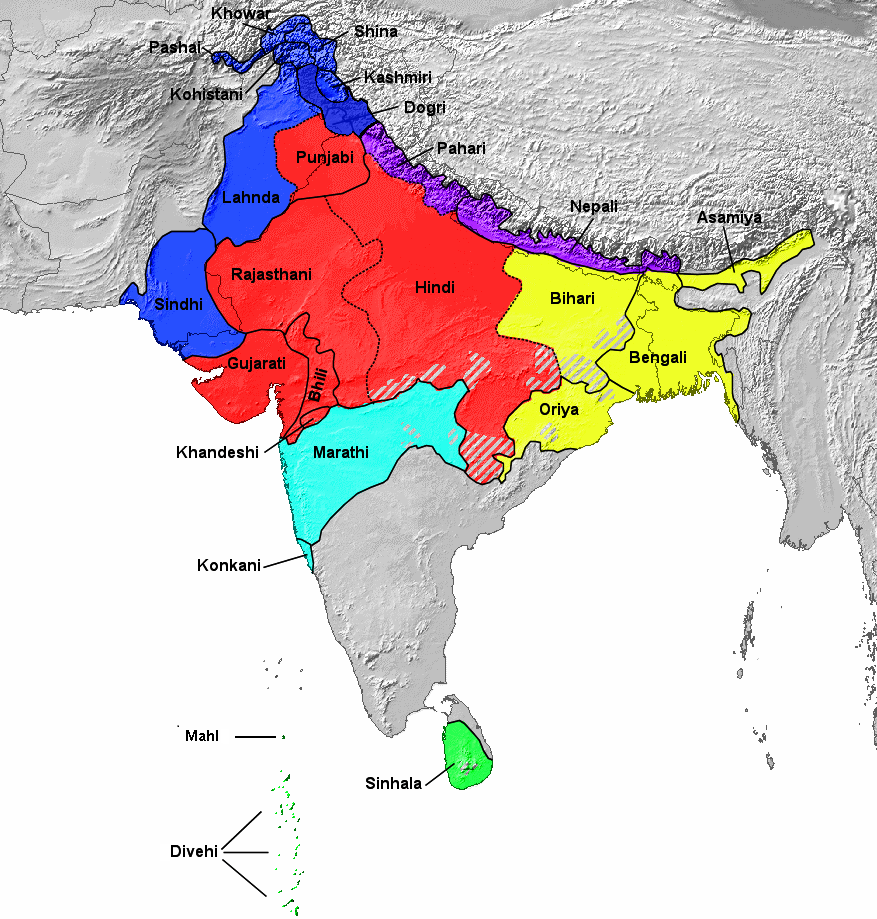
ووفقًا لسلسلة النسب، تقع اللغة الأساميزية ضمن مجموعة اللغات الهندية الآرية المظللة هنا باللون الأصفر.